# Liste der Träger des Bayerischen Verdienstordens/O

## O
1. Karl Günther Ober, Klinikvorstand (verliehen am 25. Juni 1981)
2. Josef Oberberger (1905–1994), Maler, Grafiker (verliehen am 25. Juni 1981)
3. Theodor Oberländer (1905–1998), Bundesminister a. D. (verliehen am 19. Juni 1986)
4. Karl Oberle, Landrat (verliehen am 18. Juni 1975)
5. Maria Willehalda Obermeier, Generaloberin (verliehen am 19. Juni 1986)
6. Werner Obermeier, Unternehmer, Vizepräsident der Handwerkskammer für München und Oberbayern (verliehen am 9. Juli 2009)
7. Heinrich Oberreuter (* 1942), Politikwissenschaftler
8. Hermann Oberth (1894–1989), Physiker (verliehen am 28. Juni 1984)
9. Richard Oechsle (1898–1986), Staatsminister a. D. (verliehen am 3. Juli 1959)
10. Josef Oeckler, Studienprofessor a. D. (verliehen am 30. Mai 1973)
11. Heinz Oeftering (1903–2004), ehem. Präsident des Verwaltungsrats der Bundesbahn (verliehen am 21. Mai 1962)
12. Helmut Oeller (1922–2016), Präsident der Hochschule für Fernsehen und Film, ehem. Fernsehdirektor (verliehen am 16. Juni 1971)
13. Albrecht Fürst zu Oettingen-Oettingen und Oettingen-Spielberg, Land- und Forstwirt (verliehen am 10. Oktober 2012)
14. Eugen Fürst zu Oettingen-Wallerstein (1885–1969), Gutsbesitzer (verliehen am 3. Juli 1959)
15. Christa Off, Vorsitzende des Landesverbandes „Urlaub auf dem Bauernhof in Bayern e.V.“ (verliehen am 29. Juli 2010)
16. Dieter Ohly (1911–1979), Direktor der Staatlichen Antikensammlung und der Glyptothek (verliehen am 30. Mai 1973)
17. Franz Olbert, ehemaliger Generalsekretär der Ackermann-Gemeinde München (verliehen am 17. Dezember 2014)
18. Eberhard Oldenbourg, Geschäftsführender Gesellschafter (verliehen am 21. Mai 1974)
19. Rudolf Oldenbourg, Verleger (verliehen am 21. Juni 1976)
20. Wilhelm Oldenbourg, Kommerzienrat, Verleger (verliehen am 3. Juli 1959)
21. Max Olofs, Bildhauer, Goldschmied (verliehen am 15. Dezember 1959)
22. Günter Olzog (1919–2007), Verleger (verliehen am 9. Juni 1969)
23. Friedrich Freiherr von Oppenheim, Bankier (verliehen am 17. Mai 1963)
24. Siegfried Oppolzer, Universitätspräsident
25. Carl Orff (1895–1982), Komponist (verliehen am 3. Juli 1959)
26. Liselotte Orff (1930–2012), Hotelfachfrau (verliehen 2011)
27. Hedwig Ort, Vorstandsvorsitzende der Verbraucherzentrale Bayern (verliehen am 8. Juni 1988)
28. Klement Ortloph (1890–1973), Landtagsabgeordneter (1946–1958), Steuerberater (verliehen am 15. Dezember 1959)
29. Johannes Baptista Ortner, ehemaliger Bauunternehmer, Ehrensenator der Technischen Universität München, Mäzen, Architekt (verliehen am 27. Juni 2018)
30. Constanze Oschmann, (verliehen am 22. Juli 2019)
31. Gunther Oschmann (* 1940), Unternehmer (verliehen am 5. Juli 2006)
32. Aden Abdullah Osman (1908–2007), ehem. Präsident der Somalischen Republik (verliehen am 14. April 1965)
33. Hermann Ospald (1921–1996), Gewerkschaftssekretär, ehem. Landtagsabgeordneter (verliehen am 13. Januar 1964)
34. Josef Osterhuber (1876–1965), Journalist (verliehen am 9. Mai 1961)
35. Peter Ostermayr (1882–1967), Filmproduzent (verliehen am 3. Juli 1959)
36. Fritz Ostler (1907–1999), Ehrenpräsident des Bayerischen Anwaltsverbandes (verliehen am 9. Mai 1961)
37. Josef Oswald (1900–1984), Prälat (verliehen am 9. Mai 1961)
38. Peter H. Otersen (1936–2007), Verbindungsoffizier der 1. US-Infanterie Division (verliehen am 7. Juli 1999)
39. Glenn K. Otis (1929–2013), General, Oberkommandierender der US-Landstreitkräfte in Europa (verliehen am 16. Juli 1987)
40. Martha Ott (1923–2007), Unternehmerin (verliehen 1999)
41. Wolfgang Ott (Forstwirt), Oberregierungsforstrat a. D. (verliehen am 30. Mai 1973)
42. Anton Otte, Dekan im Justizvollzugsdienst a. D., Geistlicher Beirat der Ackermann-Gemeinde (verliehen am 3. Juli 2013)
43. Paul Ottmann, Geschäftsführender Gesellschafter (verliehen am 12. Juni 1980)
44. Michael Otto (* 1943), Vorsitzender des Aufsichtsrats der Otto Group, Stifter (verliehen am 14. Oktober 2015)
45. Siegfried Otto (1914–1997), Konsul, Geschäftsführender Gesellschafter (verliehen am 21. Juni 1976)